# Protestantský hřbitov ve Feriköy
Protestantský hřbitov ve Feriköy (tur. Feriköy Protestan Mezarlığı, lat. Evangelicorum Commune Coemeterium) je konfesní hřbitov v Turecku, v istanbulské městské části Şişli, sloužící k pohřbívání protestantů.
Pozemek pod hřbitov věnovala osmanská vláda roku 1857 vůdčím protestantkým mocnostem té doby. První pohřeb se na hřbitově konal o rok později; oficiálně byl hřbitov posvěcen roku 1859. V současnosti hřbitov spadá pod správu generálních konzulů Německa, Spojeného království, Spojených států amerických, Nizozemska, Švédska a Maďarska.
Roku 2018 vznikla mezinárodní výzkumná iniciativa (The Feriköy Protestant Cemetery Initiative), jejímž cílem je uchovat, dokumentovat a propagovat kulturní dědictví, spojené se hřbitovem.
Na hřbitově bylo od jeho založení pohřbeno kolem 5000 osob. Většina pohřbených jsou cizinci, avšak na hřbitově je i oddělení pro domácí protestanty, zejména Armény. Na hřbitově je kolem 1000 náhrobků, z nichž mnohé jsou umělecky cenné; některé jsou i starší než samotný hřbitov, neboť na něj byly přeneseny z jiných míst. Součástí hřbitova je i novogotická kaple.
Roku 1990 byla na hřbitově odhalena pamětní deska účastníkům maďarské revoluce z let 1848–1849, kteří po její porážce uprchli do Osmanské říše.
K význačným osobnostem pohřbeným na hřbitově patří švýcarský byzantinista Ernest Mamboury, maďarský orientalista a sběratel rukopisů Dániel Szilágyi, německý inženýr a stavitel železnic Heinrich August Meißner či americký misionář a žurnalista Edwin Elisha Bliss.

## Galerie

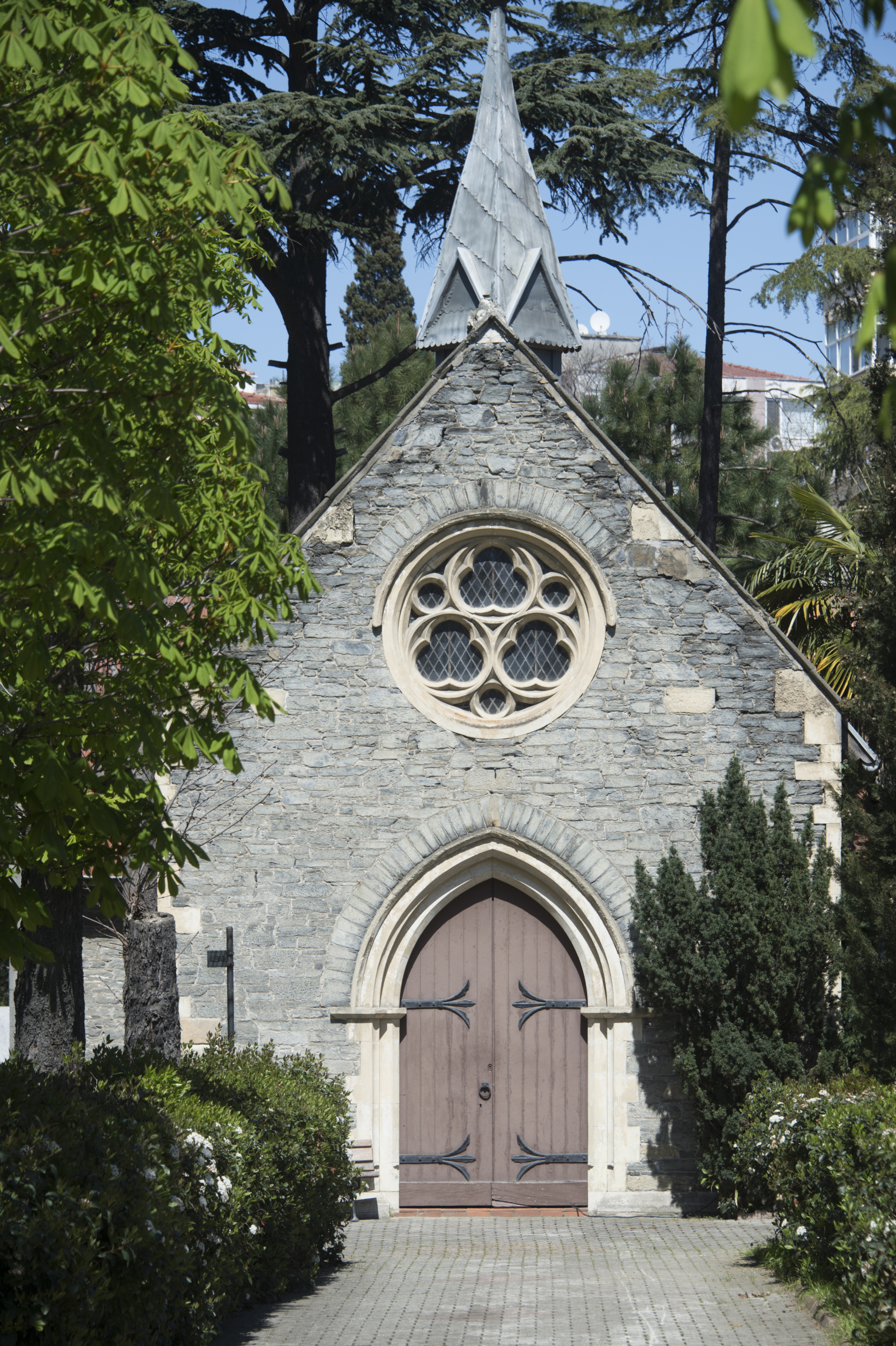
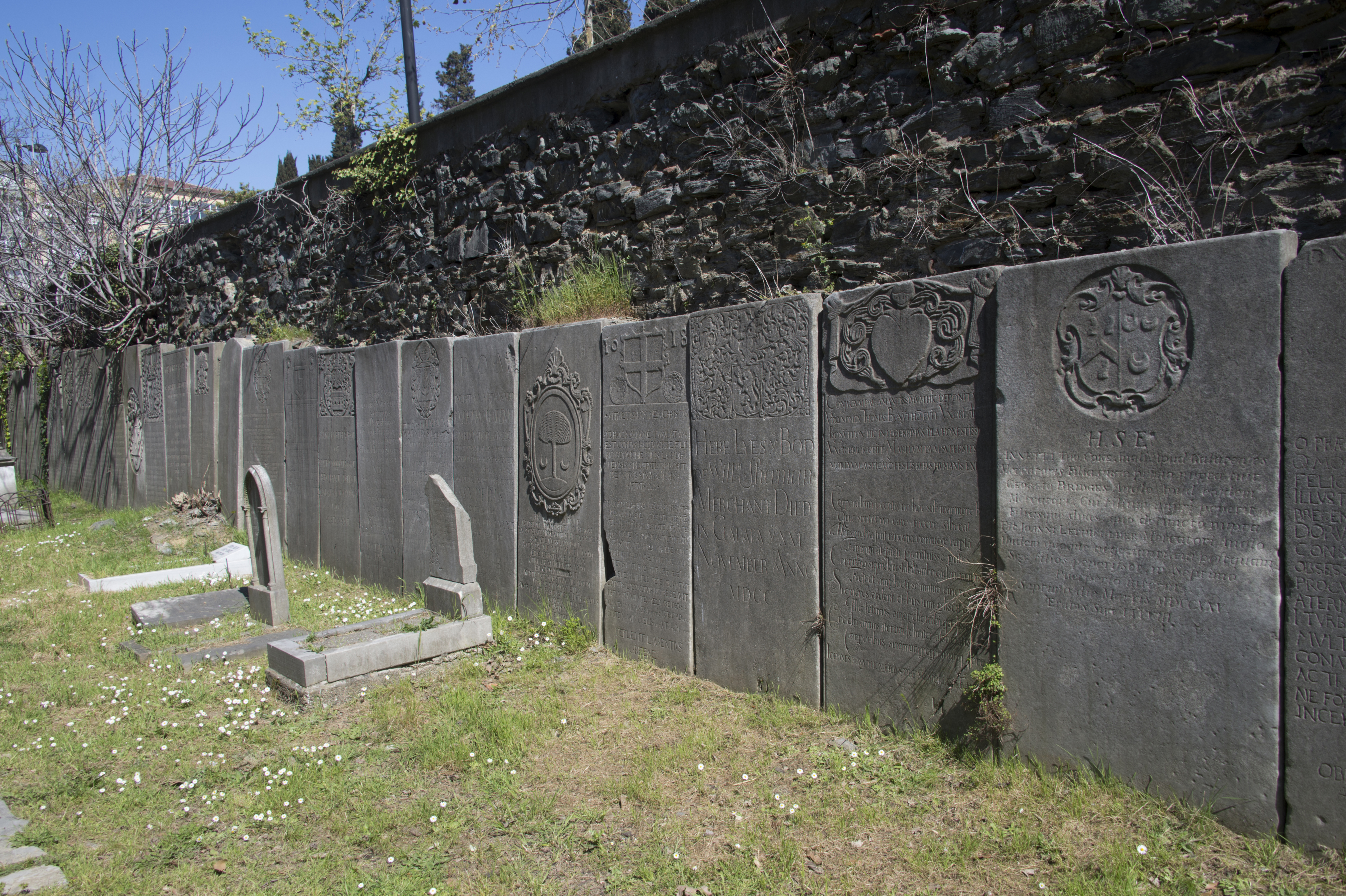
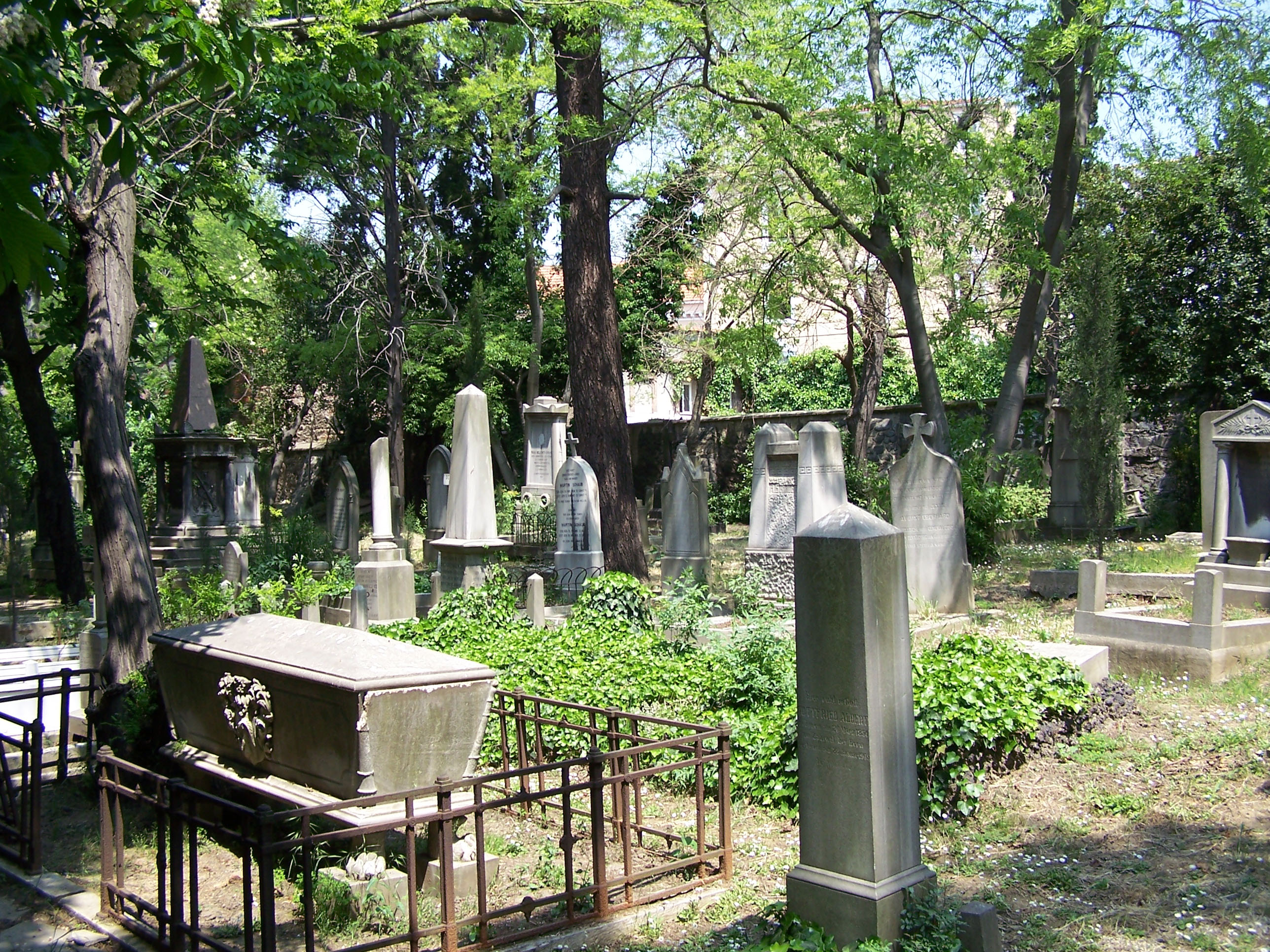
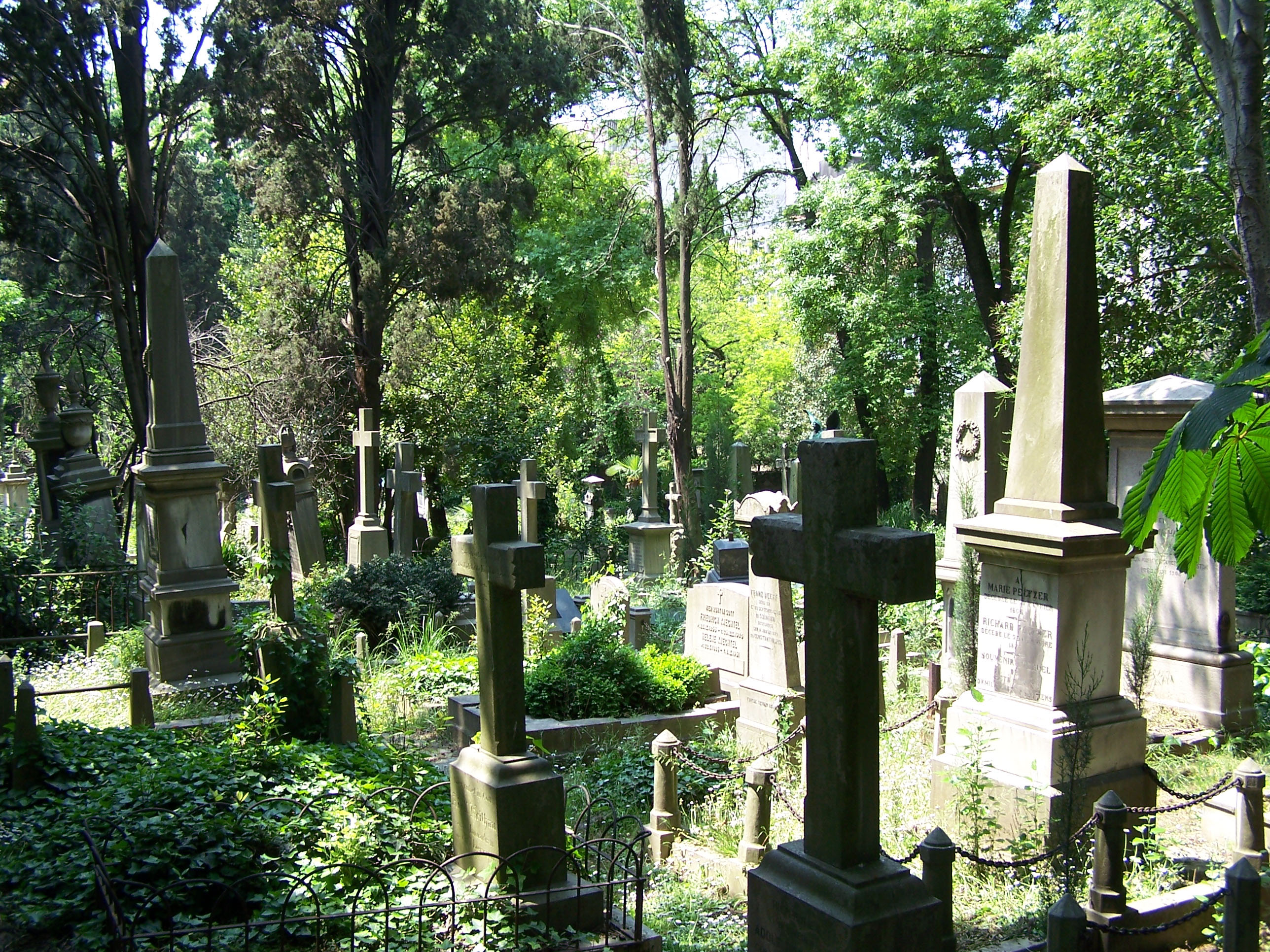